# Кудлик Мар'яна Романівна
Кудлик Мар'яна Романівна (нар. 23 вересня 1965, Львів — українська мисткиня, майстер народної вишивки. Член Національної спілки майстрів народного мистецтва України з 2004 року.

## Біографія
Народилася 23 вересня 1965 року у Львові, Україна.
У 1988 р. закінчила Український державний лісотехнічний університет та
Дрогобицький педагогічний університет ім. І.Франка у 1999 р.
З 1991 по 1995 р. працювала у Львівському державному будинку техніки, з 2002 р. — учитель Львівської СЗШ № 36.
Звання майстра народного мистецтва отримала в 2000 р.
Осн. техніки — вирізування, пряма і коса гладь, мережка, набирування, хрестик, змережування, ретязь, занизування, виколювання, штапівка. Створює серветки, рушники («Гуцульщина», 1999; «Ніжність», 2000; «Весна-красна», 2001; «Яблуневий цвіт», 2002; «Чернігівська зима», 2003; «Подільська пісня», 2009), доріжки («Чорнобривців насіяла мати», 2006), жін. («Полісся», 2009) і дит. сорочки.
Учасник обласних, всеукраїнських та міжнародних виставок, зокрема у Польщі і Швеції. 2009 року була відзначена як лауреат 4-го Європейського конкурсу народного мистецтва (м. Ченстохова (Польща)).
Мешкає у Львові.